# Brachychaeta strigata
Brachychaeta strigata är en tvåvingeart som först beskrevs av Johann Wilhelm Meigen 1824.  Brachychaeta strigata ingår i släktet Brachychaeta och familjen parasitflugor. Inga underarter finns listade i Catalogue of Life.